# Putkaste
Putkaste – wieś w Estonii, w prowincji Lääne, w gminie Martna.